# 美国国家航空 (N8)

美国国家航空（英語：National Airlines），是美国的一家航空公司，总部位于佛罗里达州奥兰多。该航司主要运营按需的客运和货运包机服务。